# سفارة كوريا الجنوبية في تشيلي
سفارة كوريا الجنوبية في تشيلي هي أرفع تمثيل دبلوماسي لدولة كوريا الجنوبية لدى تشيلي. تقع السفارة في سانتياغو وهي تهدف لتعزيز المصالح الكورية جنوبية في تشيلي.

## وصلات خارجية
- قائمة سفارات كوريا الجنوبية
- قائمة السفارات في تشيلي